# Waleri Jurjewitsch Rudnew
Waleri Jurjewitsch Rudnew (russisch Валерий Юрьевич Руднев; engl. Transkription Valery Yuryevich Rudnev; * 16. Februar 1988 in Leningrad, Russische SSR, Sowjetunion) ist ein russischer Tennisspieler.

## Karriere
Auf der Junior Tour konnte Rudnew im Einzel einmal die zweite Runde eines Grand-Slam-Turniers bei den French Open 2005 erreichen. Bei selbigem Turnier konnte er im Doppel mit Pawel Tschechow das Halbfinale erreichen und im Jahr darauf gingen sie noch einen Schritt weiter und standen im Finale, das sie gegen Emiliano Massa und Kei Nishikori verloren. In der Junior-Rangliste kam Rudnew bis auf Platz 19.
Im Jahr 2007 gelang dem Russen im Einzel und Doppel auf der drittklassigen ITF Future Tour der erste Titelgewinn. 2008 folgten im Einzel zwei weitere, sodass er an die Top 400 der Tennisweltrangliste heranrückte. 2009 konnte er zwar keines seiner drei erreichten Future-Finals in einen Titel umwandeln, konnte aber durch das gesteigerte Ranking an Challengers teilnehmen. Hier kam er in Samarqand und Banja Luka zu seinen ersten Viertelfinalteilnahmen. Im Doppel stand er zudem im Finale von Samarqand. Das Jahr beendete er auf Rang 354. Sein bestes Resultat 2010 war das Halbfinale des Challengers in Pensa, wo er Michail Kukuschkin unterlag. 2011 gewann er wieder zwei Futures, 2012 und 2013 jeweils einen (7 Karriere-Futures); zwischenzeitlich war er aus den Top 500 gefallen.
Ab 2013 begann ein neues Hoch für Rudnew. Er zog in Kasan in sein einziges Challenger-Finale im Einzel ein. Mitte 2014 stand er im Halbfinale von Tianjin. Nach dem Turnier erreichte er mit Platz 210 sein Karrierehoch. Dieses Jahr beendete er innerhalb der Top 400, danach beendete er seine Karriere. Die einzigen drei Matches auf der ATP Tour spielte er zwischen 2006 und 2009 beim Turnier von ATP St. Petersburg, wo er jeweils eine Wildcard erhielt und mit Tschechow in der ersten Runde verlor. 2014 erreichte Rudnew noch einmal das Finale des Challengers in Brașov, im Einzel spielte er 2015 noch zwei Turniere.